# Mamma Mia - Il musical
Mamma Mia - Il musical è la seconda opera solista di Stefano D'Orazio, pubblicata nel 2011.
Dopo le fortunata esperienza di Aladin, la Stage Entertainment chiede a D'Orazio se volesse tradurre e adattare in italiano le canzoni di Mamma Mia, degli ABBA.
Per realizzare questo progetto si avvale della produzione della Stage Entertainment Italia.

## Cast

### Personaggi
- Donna: Chiara Noschese
- Sophie: Elisa Lombardi
- Tanya: Lisa Angelillo
- Rosie: Giada Lorusso
- Sam: Luca Arcangeli
- Harry: Roberto Andrioli
- Bill: Gipeto
- Sky: Giuseppe Verzicco
- Ali: Lucia Bianco
- Lisa: Sara Marinaccio
- Pepe: Giacomo Angelini

## Team creativo
- Scritto da: Benny Andersoon & Bjorn Ulvaeus'
- Musiche: ABBA
- Liriche Italiane: Stefano D'Orazio
- Testo: Catherine Johnson
- Adattamenti: Alice Mistroni
- Regia: Phyllida Lloyd
- Coreografo: Anthony Van Laast
- Scene e costumi: Mark Thompson
- Luci: Howard Harrison
- Disegno fonico: Bobby Aitken, Andrew Bruce
- Supervisore musicale: Martin Koch
- Produzione: Stage Entertainment Italia

## Canzoni
1. Io sognerò
2. Honey, Honey
3. Money, Money, Money
4. Musica ti sento
5. Mamma Mia
6. Chiquitita
7. Dancing queen
8. Metti il tuo amore qui
9. Super trouper
10. Dammi! dammi! dammi!
11. Qual è il gioco che fai?
12. Voulez-vous
13. Avanti march!
14. Uno di noi
15. S.O.S.
16. Tua mamma sa dove sei?
17. Tu lo sai, io lo so
18. Quell'estate
19. Mi sta sfuggendo tra le dita
20. Chi vince porta via
21. Sono qui per te
22. Dì sì, dì sì, dì sì, dì sì, dì sì